# Waschhaus (Brignancourt)

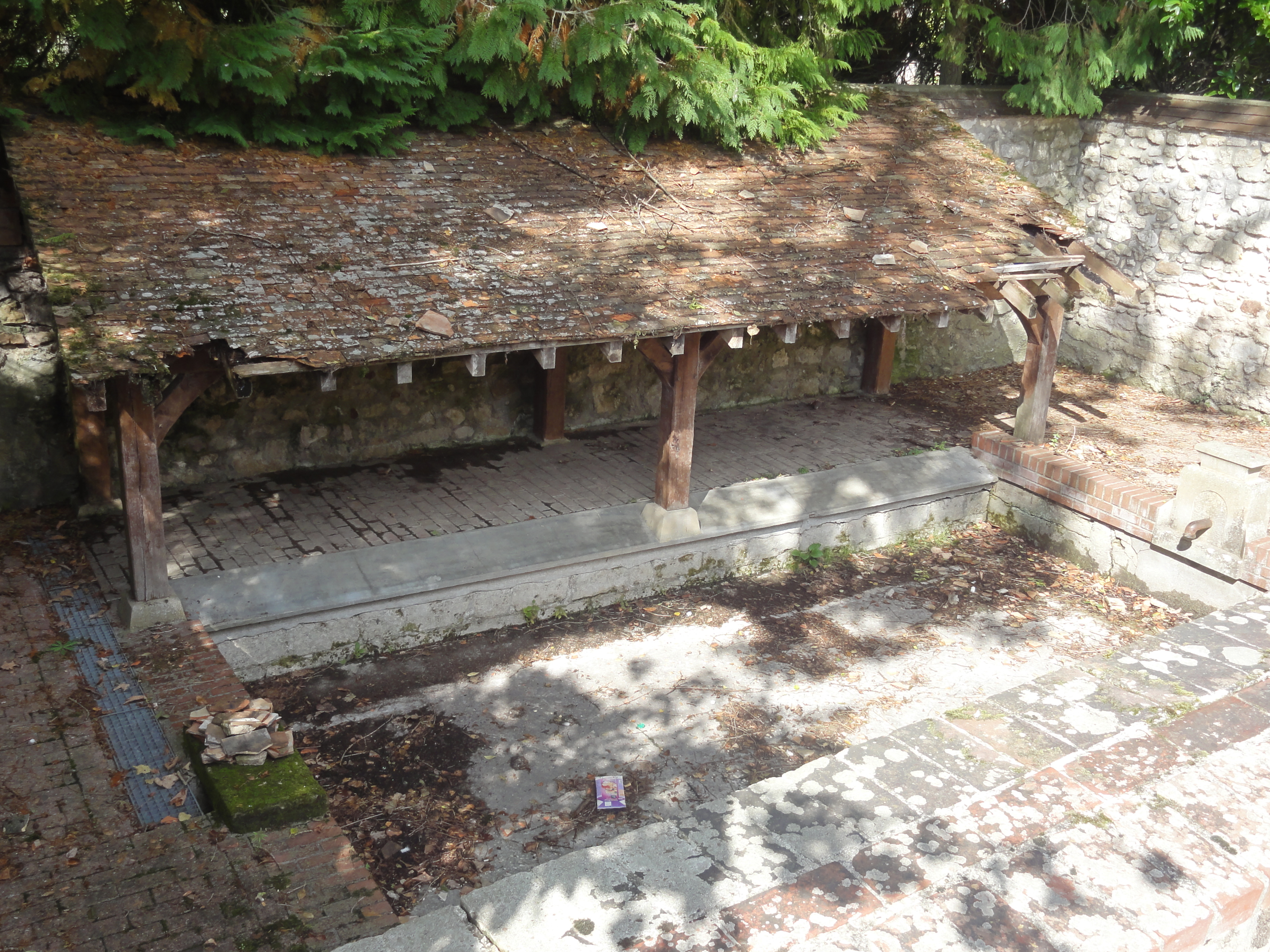
Waschhaus in Brignancourt

Das Waschhaus (französisch lavoir) in Brignancourt, einer französischen Gemeinde im Département Val-d’Oise in der Region Île-de-France, wurde im 19. Jahrhundert errichtet. Das Waschhaus steht an der Rue de la Viosne. 
Das öffentliche Waschhaus mit Pultdach wurde vom Fluss Viosne mit Wasser versorgt.